# Queen Mary’s Dolls’ House

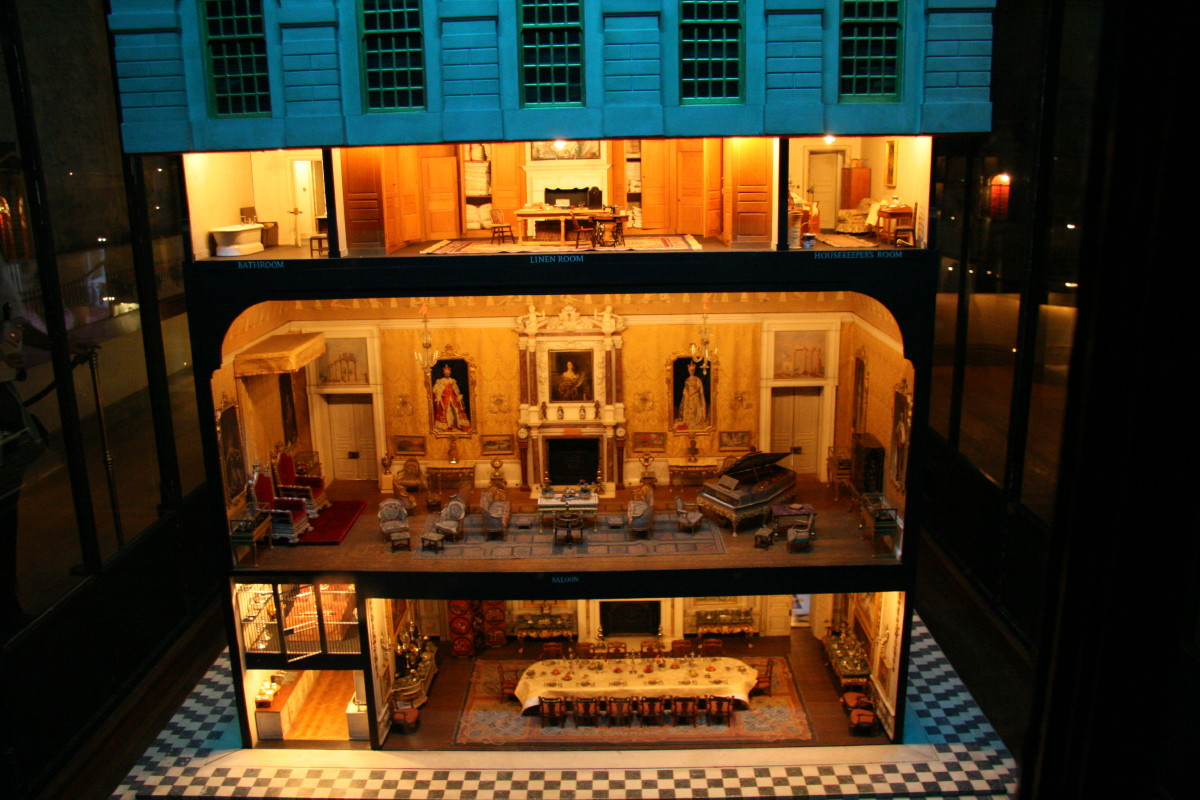
Queen Mary’s Dolls’ House

Queen Mary’s Dolls’ House ist ein in den 1920er-Jahren entstandenes, von Edwin Lutyens entworfenes und nicht zu Spielzwecken gebautes, „Puppenhaus“ im Maßstab 1:12, das im Rahmen der Besichtigungen von Schloß Windsor Castle betrachtet werden kann. Das Hausmodell, ein Architekturmodell, sollte seinerzeit Aspekte modernen Wohnens vorführen.
Königin Mary (1867–1953), die Ehefrau von König Georg V.,  war zwar die Namensträgerin und Empfängerin des Objekts, die Idee kam aber von ihrer Cousine, Prinzessin Marie Louise of Schleswig-Holstein. Diese brachte den führenden Architekten Sir Edwin Lutyens anlässlich der Sommerausstellung der Royal Academy of Arts von 1921 dazu, das Modell einer „zeitgemäßen“ Luxusvilla zu entwerfen. Prinzessin Marie Louise gelang es auch, führende Künstler und Kunsthandwerker für das Projekt zu gewinnen. Das „Geschenk des britischen Volkes an seine Königin“ sollte die besten und modernsten britischen Waren und Einrichtungsgegenstände der Epoche zeigen. So zeigt beispielsweise die Garage Modellversionen damaliger britischer Automarken wie Daimler, Rolls-Royce, Vauxhall, Sunbeam und Lanchester. Die miniaturisierten Produkte wurden entweder von den betreffenden Unternehmen selbst beigestellt oder von professionellen Modellbauern, beispielsweise dem Unternehmen Twining Models aus Northampton. Das etwa einen Meter hohe Modellhaus wurde auf der British Empire Exhibition 1924/5 gezeigt und ist derzeit in Windsor Castle zu sehen. Bemerkenswert ist die außerordentliche Detailgenauigkeit des Modells – sogar die Lifte und die Wasserspülungen der WC-Anlagen funktionieren. Bekannte Schriftsteller wie Rudyard Kipling und Sir Arthur Conan Doyle verfassten spezielle Texte für die Bibliothek des Miniaturhauses; bekannte Maler erstellten speziell dafür Bilder.
Auffällig ist, dass das klassizistische Gebäude stilistisch nicht der Moderne, sondern der Belle Époque vor 1914 zuzuordnen ist, und somit den bis weit in die Zwischenkriegszeit dominierenden konservativen Geschmack der britischen Oberschicht dokumentiert.